# Iryna Slavinska
Iryna Slavinska, née le 8 octobre 1987 à Kiev, est une journaliste, présentatrice, écrivaine, traductrice, spécialiste de la littérature et féministe ukrainienne.

## Biographie
Iryna Slavinska est diplômée d’une maîtrise de la faculté de langue française de l'université nationale des langues de Kiev. Sa thèse s’intitule "Le discours intermédial dans le roman d'Irène Némirovsky, Les chiens et les loups. Une formation en philologique lui permet d'acquérir une vaste expérience du travail pédagogique. Elle s'intéresse à l'éducation, à la science et à la culture, parle couramment le français et traduit des livres du français vers l'ukrainien.
Iryna Slavinska exerce ensuite comme philologue, professeure de littérature mondiale et de langues étrangères. Elle est boursière du programme Philéas Accueil pour l'année universitaire 2008-2009. En 2010, elle est lauréate d’une bourse pour l'enquête sur les vols et les fraudes sur le marché de l'art ukrainien.
De 2009 à 2011, Iryna Slavinska enseigne la littérature ukrainienne contemporaine et la littérature européenne des XIXe et XXe siècles au département de théorie et d'histoire de la littérature mondiale à l'Université nationale des langues de Kiev. En 2010 et 2011, elle est membre du jury des BBC Book of the Year Awards.
Iryna Slavinska est membre du Comité national du prix Taras Shevchenko et de PEN Ukraine.

## Journalisme
Iryna Slavinska commence à écrire pour divers médias ukrainiens et internationaux, tels la version ukrainienne du magazine Elle, à partir de 2006. Elle est alors encore étudiante à l'université. Ses premiers textes sont parus sur le portail Sumno.com. Depuis 2009, elle travaille comme critique littéraire pour le journal en ligne Ukrainska Pravda. En septembre 2010, elle rejoint comme critique littéraire le magazine ШО.
En 2011, Iryna Slavinska lance le podcast Ukrainian literary podcast. Le média met en scène des écrivains ukrainiens modernes lisant des fragments d'œuvres de leurs auteurs préférés, principalement ukrainiens,. À partir de 2012, elle anime avec Vitalii Haidukevych, une émission intitulée The Word Game and Not Just That (Гра в слова і не тільки) sur la chaîne TVi. Elle quitte la chaîne avec un grand nombre de ses collègues à la suite d'un changement de direction.
La journaliste rejoint Hromadske Radio dès sa création à l'été 2013. Présentatrice du programme The Aerial (Антена), elle est également membre du conseil d'administration et du comité de rédaction de Hromadske Radio,.
Iryna Slavinsk présente le programme radiophonique The Human Rights Above All (Les droits de l'homme avant tout) sur la radio ukrainienne. Elle est la coordinatrice de la campagne Povaha contre le sexisme dans les médias et la politique.
Depuis le début de l'invasion de l'Ukraine par la Russie en février 2022, la journaliste restée en Ukraine, est correspondante pour différents médias internationaux comme Mediapart ou France Inter,,, chroniqueuse pour France Culture ; elle est aussi directrice de radio culture.

## Littérature
En 2011, Iryna Slavinska dirige le projet, 33 Heroes of Ukrlit, un ouvrage qui réunit les entretiens de trente-trois écrivains ukrainiens modernes, et publié chez Folio. En mai 2014, Iryna Slavinska publie le premier tome de The Stories of Talented People réunissant onze contemporains ukrainiens qui l’ont personnellement inspiré. Un second tome et édité au printemps 2015.
Iryna Slavinska est régulièrement la commissaire du programme ukrainien et des programmes spéciaux du Festival d'Arsenal du livre. Elle participe à différentes reprises au Forum des éditeurs de la ville de Lviv, comme commissaire pour le projet "A Woman in the Topic", en collaboration avec la journaliste, avocate et écrivaine ukrainienne, Larysa Denysenko.

## Traduction
Iryna Slavinska est l’auteure de la traduction française du projet Bohdan-Ihor Antonych : Forever (Богдан-Ігор Антонич : Назавжди). En 2011, elle traduit du français L'orgasme et l'Occident : Une histoire du plaisir du XVIe siècle à nos jours de Robert Muchembled pour Tempora, puis le recueil d'essais The Spirit Doping (Допінґ духу) d'Emil Cioran. Cette dernière traduction lui permet de remporter le prix spécial du jury du prix Skovoroda en 2012.
En 2015, Iryna Slavinska traduit l’ouvrage N'espérez pas vous débarrasser des livres (Не сподівайтеся позбутися книжок) d'Umberto Eco et Jean-Claude Carrière, et remporte de nouveau le prix Skovoroda pour sa traduction. Parmi ses travaux de traduction figurent le roman Boussole de Mathias Enard aux Éditions du Vieux Lion, et la monographie Le premier sexe d'André Rauch aux Éditions Osnovy.